# صدیق منزول
صدیق منزول (عربی: صديق محمد منزول؛ ۱۹۳۲ – ۱۱ آوریل ۲۰۰۳) بازیکن فوتبال اهل سودان بود.
از باشگاه‌هایی که در آن بازی کرده است می‌توان به باشگاه فوتبال الهلال ام درمان اشاره کرد.
وی همچنین در تیم ملی فوتبال سودان بازی کرده است.